# 불설입무분별법문경
불설입무분별법문경(佛說入無分別法門經)은 서울특별시 관악구에 있는 고려시대의 불경이다. 2012년 9월 13일 서울특별시의 유형문화재 제338호로 지정되었다.

## 개요
1007년에 시호(施護) 등이 한역(漢譯)한 것으로, 분별을 초월한 경지에 들어가야 깨달음을 이룰 수 있다는 것을 설한 경전이다. 이 경전은 전체의 3분의 2가 탈락된 파본이나, 초조대장경(추조본)으로 역경에 참여한 행정관료와 역경승의 직책과 이름, 번역 시기를 정확하게 알려주는 기록이 있어 전존의 가치가 매우 크다. 다만, 결락된 부분이 더 많기 때문에 완전성 측면에서 부족한점이 있다.

## 참고 문헌
- 불설입무분별법문경 - 국가유산청 국가유산포털